# Victor Koppe
Victor Koppe (Soest, 1 januari 1964) is een Nederlands oud-advocaat.

## Leven en werk
Koppe studeerde rechten aan de Universiteit van Utrecht en aan de University of Virginia School of Law (VS) en internationale betrekkingen aan het Instituut Clingendael. In 1989 werd hij beëdigd als advocaat en van 1998 tot 2014 was hij partner bij het advocatenkantoor Prakken d'Oliveira Human Rights Lawyers, waar ook zijn ex-vrouw Britta Böhler werkzaam was.
Koppe werd in het Rotterdams Dagblad de 'huisadvocaat' van terreurverdachten genoemd en die term is inmiddels vaker door andere media gebruikt.

## Bekende zaken
Diverse bekende zaken waarin Koppe als advocaat van de verdachte optrad, zijn:
- Mullah Krekar, de leider van de aan Al Qaida gelieerde Ansar al-Islam, die eind 2002 op Schiphol werd opgepakt;
- Samir A., de vrijgesproken terreurverdachte, die verdacht werd van het beramen van aanslagen op Schiphol, de Tweede Kamer, de kernenergiecentrale Borssele, het hoofdkantoor van de AIVD en het ministerie van Defensie. In een tweede strafzaak werd A. veroordeeld tot een gevangenisstraf van acht jaar;
- Khalid B., een Belg van Marokkaanse afkomst en lid van de vermeende terreurcel Marokkaanse Groep van Islamitische Strijders (ook bekend als GICM, Groupe Islamique Combattant Marocain of Moroccan Islamic Combatant Group);
- Wesam al Delaema, een Irakese terreurverdachte (uitgeleverd aan de Verenigde Staten);
- Nuon Chea, een van de voormalige leiders van de Rode Khmer, die in Cambodja terechtstaan voor het Cambodjatribunaal. Koppe treedt op als een van zijn verdedigers, samen met de Nederlandse advocaat Michiel Pestman en een Cambodjaanse advocaat. Over deze zaak werd een documentaire gemaakt, Defending Brother No. 2.[1] Hij was in Cambodja van het tableau geschrapt omdat hij al langer niet meer als advocaat geregistreerd stond in Nederland.[2]